# 泉州西站
泉州西站是一个漳泉肖线上的铁路车站，位于福建省泉州市丰泽区北峰街道招联社区，建于1998年，目前为四等站，邮政编码为362012。设有泉州金源储运有限公司专用线。目前不再办理客运业务，仅办理专用线、专用铁路货运业务。

## 概要
泉州西站为一般中间站，设有到发线4条，有效长650米；设基本站台1座；专用线1条；货场1处，设货物线1条。

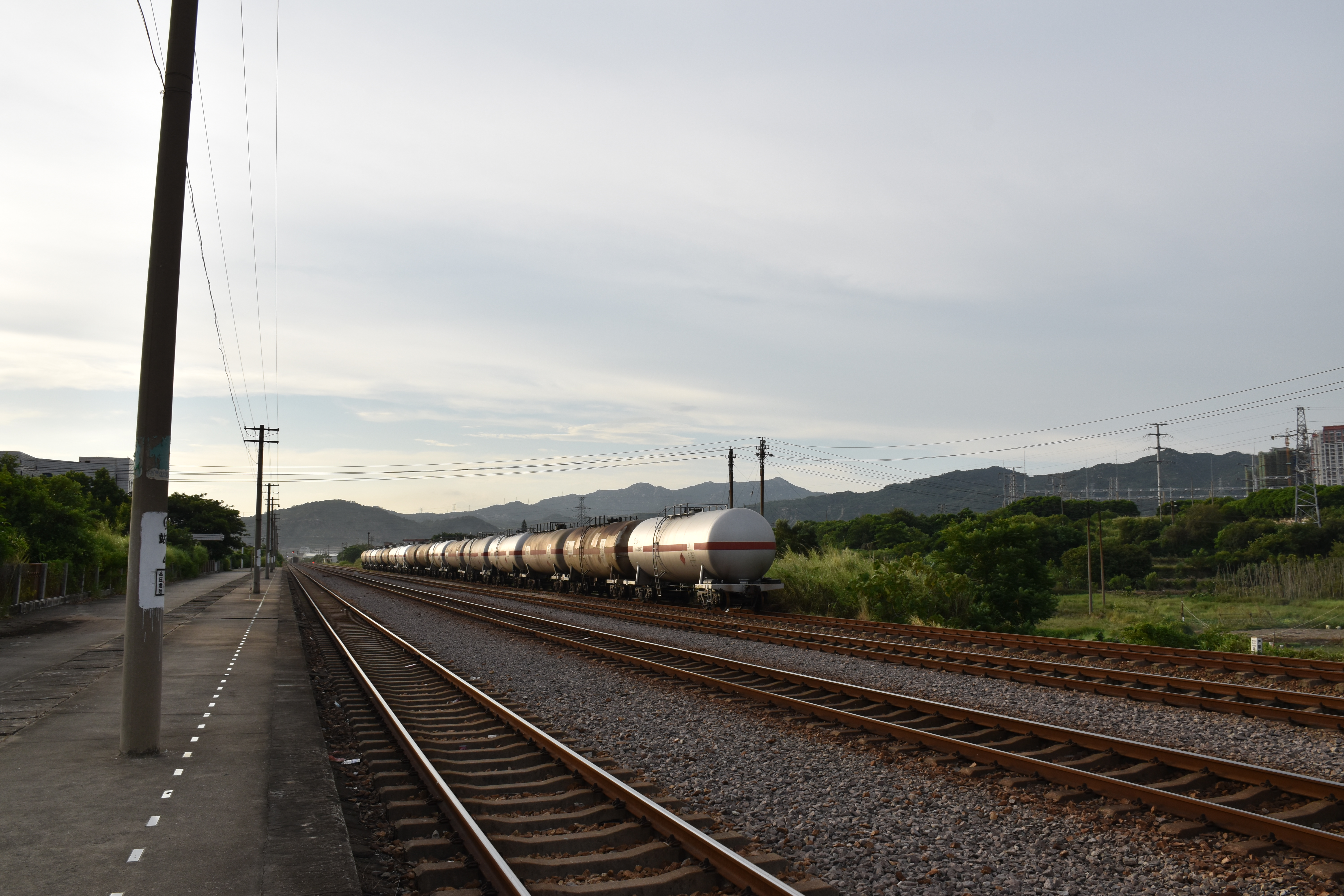
泉州西站站场，上行漳平方向
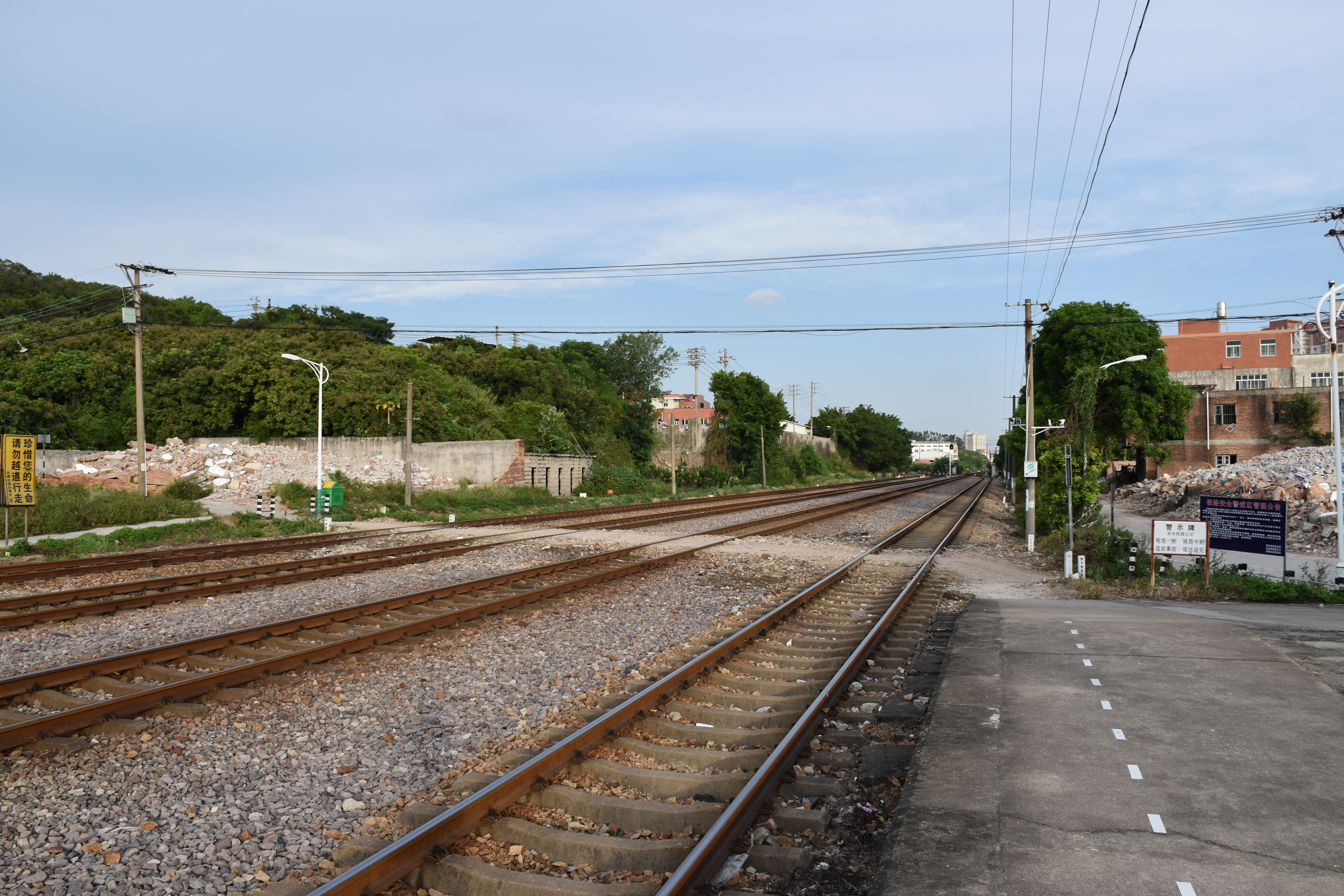
泉州西站站场，下行泉州东方向
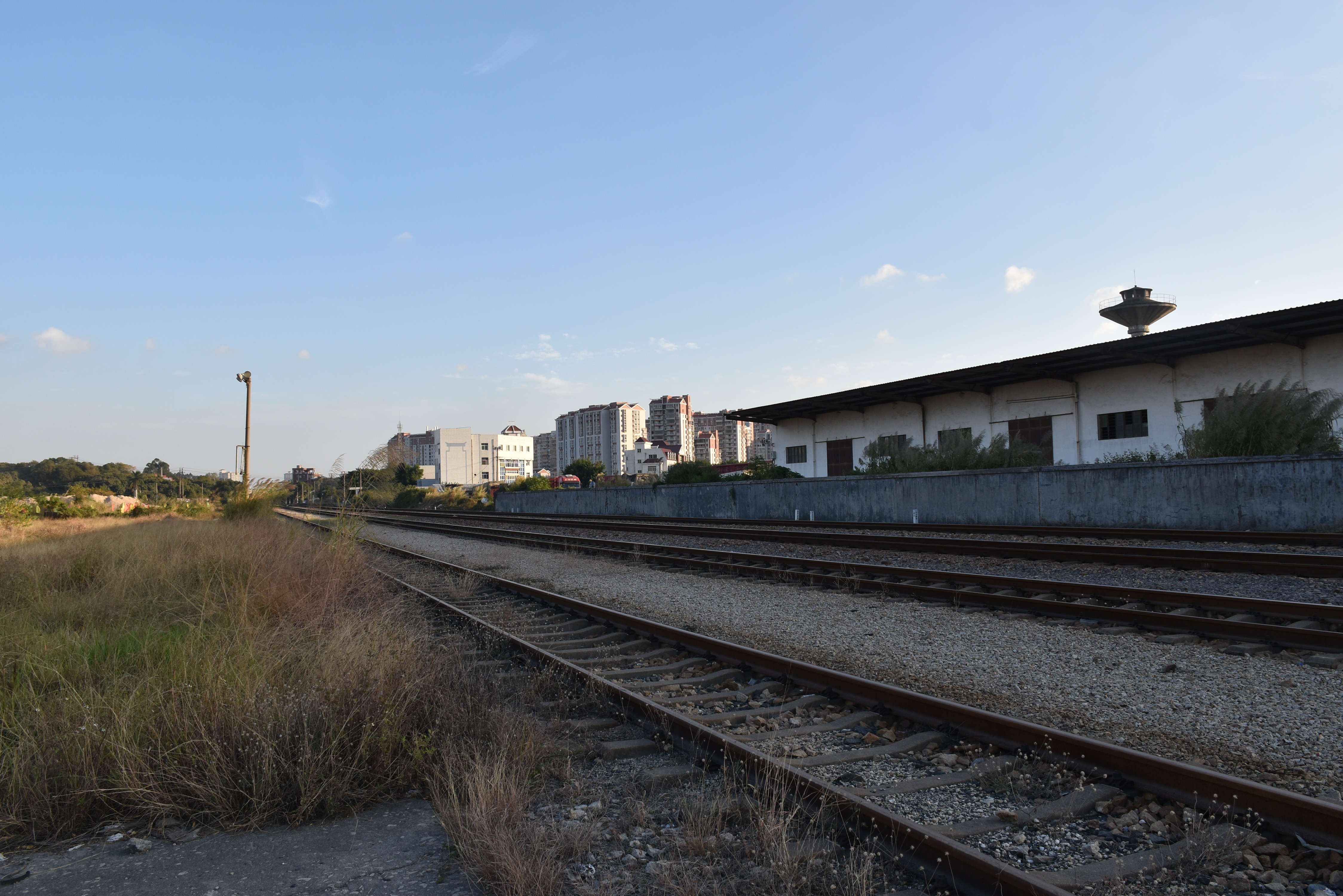
泉州西站站场及仓库
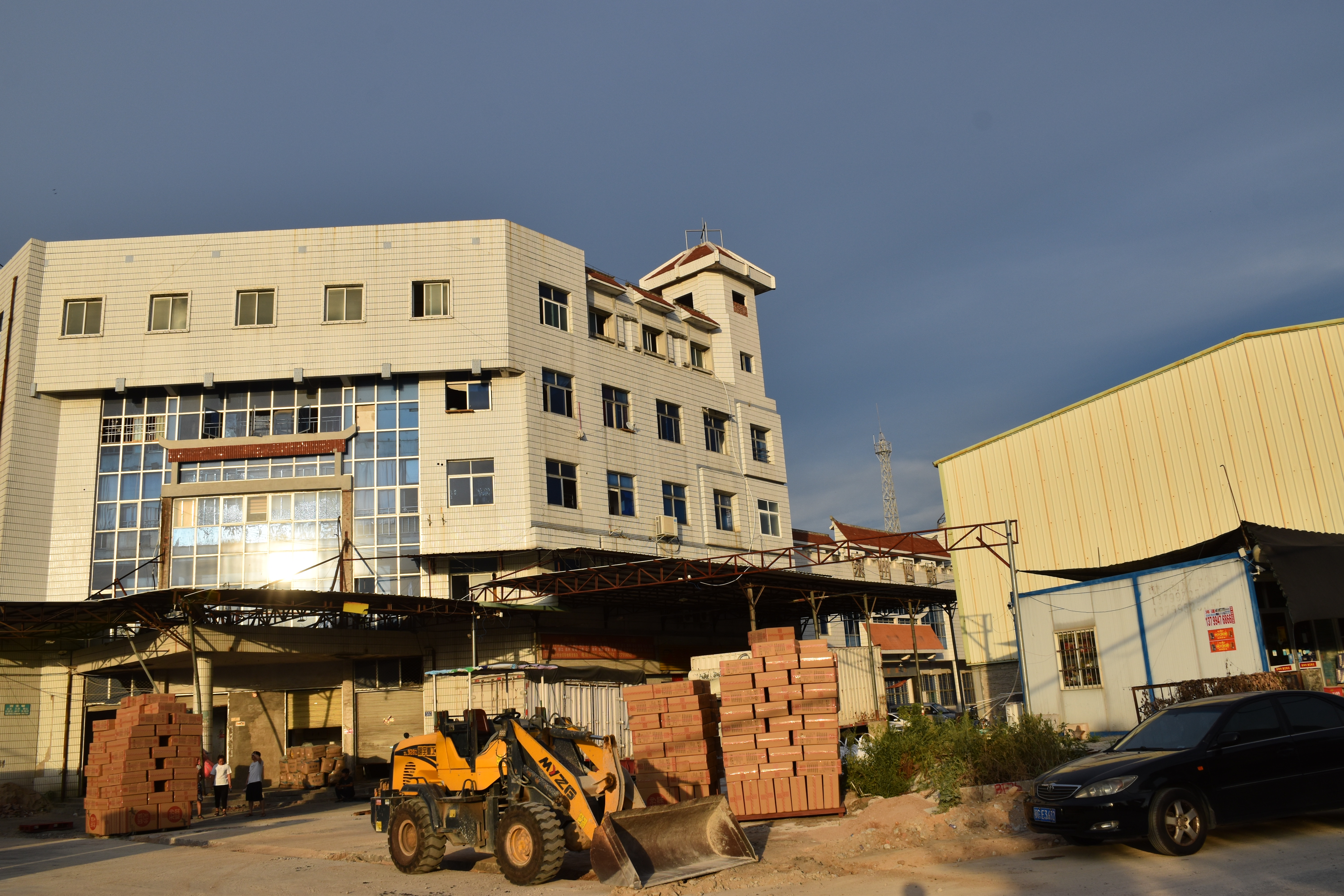
泉州西站站房
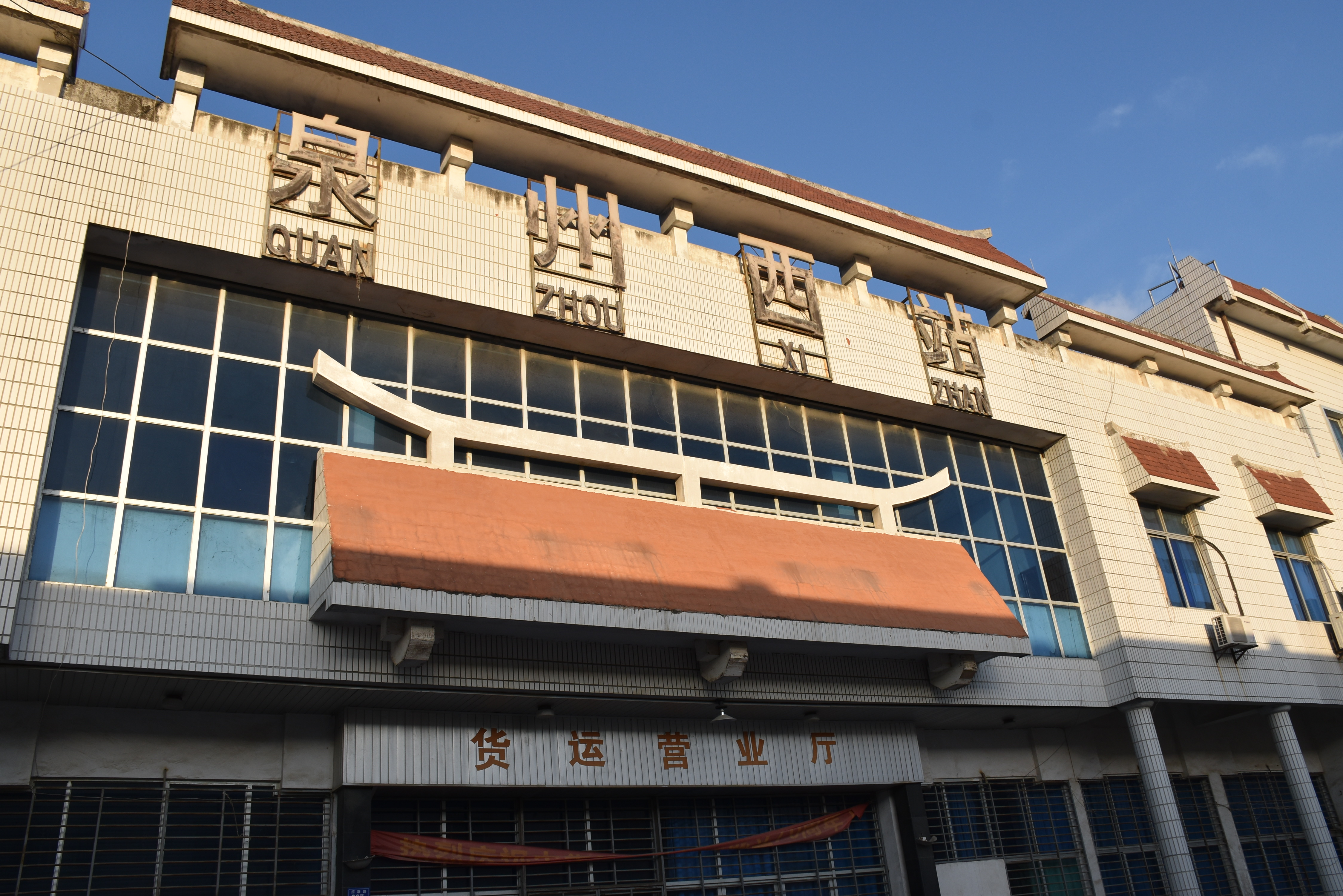
泉州西站站房
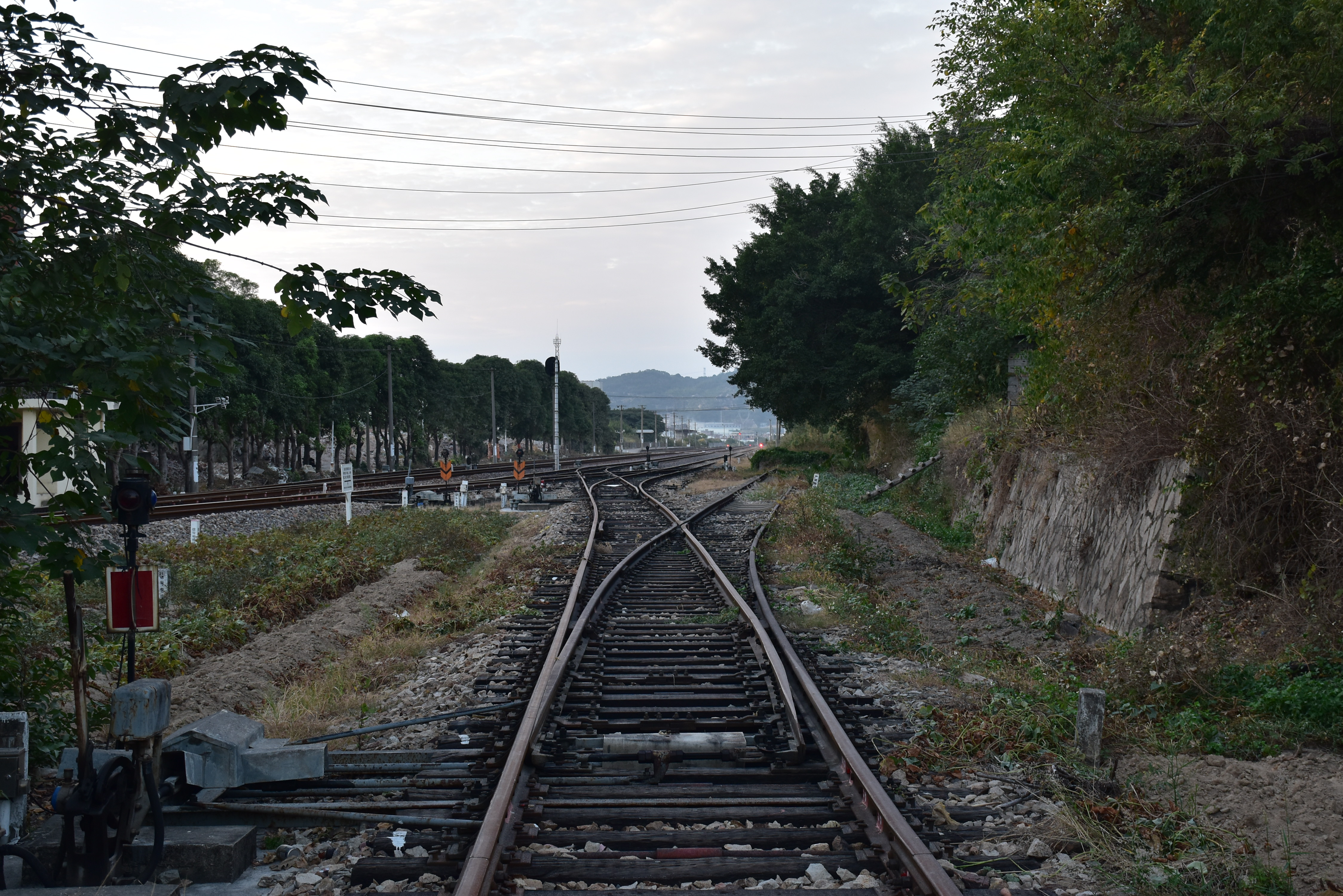
泉州西站企业专用线通往站场的股道
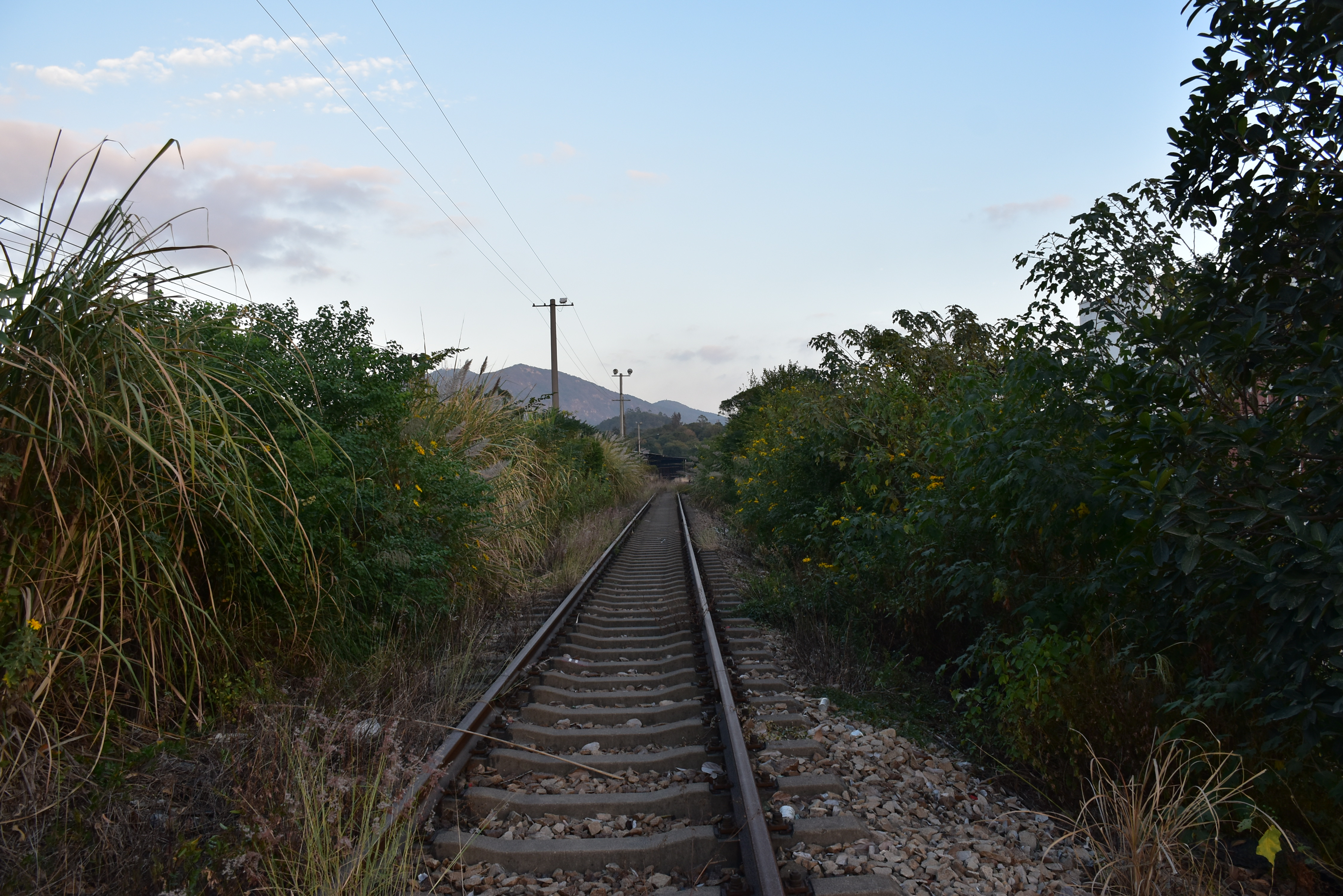
泉州西站企业专用线